# Antelope Wells
Antelope Wells è una piccola comunità non incorporata (unincorporated community) della contea di Hidalgo nel Nuovo Messico, negli Stati Uniti. La comunità si trova lungo il confine tra il Messico e gli Stati Uniti, nella regione del New Mexico Bootheel, situata oltre il confine dal piccolo insediamento di El Berrendo, Chihuahua, Messico. Nonostante il suo nome, non ci sono né antilopi (antelope) né pozzi (wells) nell'area. Il nome deriva da un vecchio ranch situato a 4 km a nord dell'attuale comunità. Gli unici abitanti della comunità sono i dipendenti della United States Customs and Border Protection.
Antelope Wells è l'insediamento più meridionale del Nuovo Messico, situato nella regione comunemente nota come Bootheel del Nuovo Messico. È il valico di frontiera più piccolo e meno utilizzato dei 43 porti d'ingresso lungo il confine con il Messico. La traversata, che è aperta esclusivamente al traffico non commerciale, è aperta tutti i giorni dalle 10:00 alle 16:00.
La dogana venne istituita da Ulysses S. Grant nel 1872 ed è attiva dal 1928. Nel 1981, la comunità aveva una popolazione di 2 abitanti, che abitavano in una roulotte dietro la dogana, e in media tre persone al giorno entravano. Nel 2005, solo 93 pedoni hanno attraversato il confine nella comunità, che consisteva in soli quattro edifici: la dogana, due case e una roulotte. Compresi i viaggiatori nazionali e internazionali, ogni mese meno di 500 autobus e veicoli di proprietà privata attraversano la comunità, sebbene il traffico sia aumentato dal 2006 con un maggiore servizio di furgoni internazionali. Nonostante il suo scarso utilizzo, non vi è alcuna possibilità di chiudere la dogana, poiché è l'unica che si trova tra Douglas, Arizona e Columbus, Nuovo Messico, e fornisce la rotta più diretta dagli Stati Uniti alla Sierra Madre Occidentale.